# Heinrich Eduard von Lade
Heinrich Eduard von Lade (Geisenheim, 24 febbraio 1817 – Geisenheim, 7 agosto 1904) è stato un banchiere e astronomo tedesco.

## Biografia
Fu banchiere ad Amburgo e Parigi ed esportatore di armi sino all'età di quarantaquattro anni quando, arricchitosi, si ritirò in pensione. Nel 1861 costruì a Geisenheim una villa ed un parco, per propria abitazione, dove si dedicò alla coltivazione della frutta, distinguendosi nell'attività pomologica, ed alla produzione di vini realizzando anche una scuola per l'insegnamento di tali tematiche. Nel 1886 costruì nello stesso luogo un osservatorio, per soddisfare i suoi interessi astronomici particolarmente nel campo della selenografia. Nel 1897 fece realizzare un globo lunare con i rilievi fisici dei crateri e i relativi nomi. Nel 1901 divenne Barone.
A Heinrich Eduard von Lade la UAI ha intitolato il cratere lunare Lade.